# Rizia Rahman
Rizia Rahman, née le  28 décembre 1939, morte le 16 août 2019, est une romancière bangladaise.
Elle a à son actif un grand nombre de romans et de nouvelles. Ses œuvres reflètent les différents genres littéraires. Elle est surtout connue pour son roman Bong Theke Bangla. Elle a reçu le Prix littéraire de l'Académie Bangla (1978).
En 2018, elle avait publié plus de cinquante romans et recueils de nouvelles au cours de sa longue carrière d'écrivain.

## Biographie

### Jeunesse
Rizia Rahman est née le 28 décembre 1939 à Bhabanipur dans le district de Kolkata (Calcutta) en Inde. Elle est encore jeune lorsque sa famille déménage au Bangladesh, alors connu sous le nom de Bengale oriental, et plus tard de Pakistan oriental, après la partition de l'Inde en 1947. Elle a commencé à écrire des histoires dès l'âge de 8 ans, et elle est publiée pour la première fois à l'âge de 12 ans.
Ses histoires et ses poèmes ont été publiés dans des journaux tels que le Satyajug et le Sangbad. Rizia Rahman poursuit ses études supérieures à l'université de Dacca, et elle y obtient une maîtrise en sciences sociales en économie.

### Carrière littéraire
Rizia Rahman a publié son premier recueil de nouvelles, Agni Shakkora, alors qu'elle était encore étudiante à l'Université de Dacca.
Son roman Bong Theke Bangla a été publié en 1978 et a été salué par la critique, comme explorant l'évolution de la notion de nationalité et de la langue du Bangladesh.
Son quatrième roman, Rokter Okkhor, a été inspiré par un article intitulé « Les prostituées de Dacca » qui a été publié dans le magazine littéraire Weekly Bichitra. Rizia Rahman n'a pas été en mesure de mener des recherches pour le livre en visitant elle-même des maisons closes, elle s'est plutôt appuyée sur les rapports hebdomadaires d'un journaliste masculin pour comprendre les conditions de vie d'une travailleuse du sexe. Cela a provoqué un émoi et un scandale au Bangladesh dès sa publication en raison de la mise en évidence du phénomène de la prostitution dans le pays. Dans une traduction de 2016 du livre intitulé Letters of Blood, Rizia Rahman a déclaré : « J'ai reçu beaucoup d'éloges pour le livre, mais j'ai également dû endurer autant d'abus ».
Rahman est morte à Dacca le 16 août 2019,.

## Principales œuvres

### Romans
- Uttar Purush (postérité, 1977)
- Rokter Okkhor (Paroles de sang, 1978)
- Bong Theke Bangla (Bengali à Bangla, 1978)
- Alikhito Upakhyan (Une histoire non écrite, 1980)
- Surja Sabuj Rakta (Sun Green Blood, 1980)
- Shhilay Shilay Agun (Stones in Fire, 1980)
- Aranyer Kache (Près de la forêt, 1980)
- Dhabal Jyotsna ( Lumière de lune blanche, 1980)
- Ghar-Bhanga-Ghar (maison brisée, 1984)
- Ekal Chirokal (Maintenant et éternité, 1984)
- Prem Amar Prem (Love, My Love, 1985)
- Jharer Mukhomukhi (Face à la tempête, 1986)
- Ekti Phuler Janya (Pour une fleur, 1986)
- Shudhu Tomader Janya (Seulement pour vous, 1988)
- Il manab Manabi (Oh! Homme et femme, 1989)
- Harun Phereni (Harun n'est pas revenu, 1994)
- Nodi Nirobodhi (2011)

### Romans traduits (anglais)
- Lettres de sang ( Rokter Okkhor, 2016)

### Histoires courtes
- Dura Kothao (2004) [11]
- En cage au paradis et autres histoires (2010) [12],[13]

## Récompenses
- Bangla Academy Literary Award (1978)
- Jessore Sahitya Parishad Puraskar (1984)
- Bangladesh Lekhak Sangha Sahitya Padak (1985)
- Kamar Mushtari Sahitya Padak (1990) [14]
- Prix de littérature Anannya (1995)
- Humayun Kadir Sriti Puraskar
- Jasimuddin Shwarna Padak
- Shawgat Shwarna Padak
- Ekushey Padak (2019) [15]